# Temnocerus aeratoides
Temnocerus aeratoides is een keversoort uit de familie Rhynchitidae. De wetenschappelijke naam van de soort is voor het eerst geldig gepubliceerd in 1901 door Fall.